# Обермиллер, Евгений Евгеньевич
Евге́ний Евге́ньевич Оберми́ллер (28 октября 1901, Петергоф — 3 июня 1935, Ленинград) — советский востоковед, тибетолог, санскритолог и буддолог. Ученик академика Ф. И. Щербатского. Перевёл с тибетского ряд важных буддийских сочинений, в том числе «Историю буддизма» Будона Ринчендуба.

## Научная деятельность
- 1925 — окончил отделение языковедения и литературы факультета общественных наук ЛГУ.
- 1927—1930 — научный сотрудник Института буддийской культуры (ИНБУК).
- 1930—1935 — научный сотрудник Института востоковедения.
- 1935 (5 янв.) — доктор литературоведения (без защиты).
- 1935 (2 июня) — старший научный сотрудник[3].

Начиная с 1927 года, и до тех пор, пока болезнь не лишила его возможности передвигаться, Е. Е. Обермиллер каждое лето проводил в Ацагатском дацане (Бурятия), где под руководством лам изучал тибетские переводы индийских философских сочинений буддийской традиции и комментарии к ним. Похоронен на Смоленском лютеранском кладбище.

## Опубликованные труды
- Артхашастра, или Наука политики / пер. с санскр. С. Ф. Ольденбурга, Ф. И. Щербатского, Е. Е. Обермиллера, А. И. Вострикова, Б. В. Семичова; отв. ред. В. В. Струве. — М.; Л.: АН СССР, 1959.
- Будон Ринчендуб. История буддизма / пер. с тибет. Е. Е. Обермиллера, пер. с англ. А. М. Донца. — СПб.: Евразия, 1999.
- Учение о праджняпарамите в изложении «Абхисамая-аламкары» Майтреи / пер. с англ. О. Л. Волошановского; ред. В. М. Монтлевич. — СПб.: Евразия, 2009.
- Abhisamayālaňkāra-prājñāparamitā-upadeśa-śāstra. The work of Bodhisattva Maitreya / Ed., expl. and transl. by Th. Stcherbatsky and E. Obermiller. Fasc. I. Introduction, Sanskrit Text and Tibetan Translation. — Л.: АН СССР, 1929.  (англ.)
- History of Buddhism (Chos-hbyung) by Bu-ston. Part 1. The Jewelry of Scripture. Translated from Tibetan by Dr. E. Obermiller. With an Introduction by Prof. Th. Stcherbatsky. — Heidelberg, 1931.  (англ.)
- History of Buddhism in India and Tibet by Bu-ston. Part 2. Translated from Tibetan by Dr. E. Obermiller. — Heidelberg, 1932.  (англ.)
- Sphutārthā Abhidharmakoçavyākhyā, the work of Yaçomitra, Second Koçasthāna. Pt. II / Ed. by prof. U. Wogihara and prof. Th. Stcherbatsky and carried through the press by E. E. Obermiller. — Л.: АН СССР, 1931.  (англ.)
- The Sublime Science of the Great Vehicle to Salvation (Uttaratantra). Being a Manual of Buddhist Monism. The Work of Āryāsanga. Transl. from Tib. with Intr. and Notes by E. Obermiller // Acta Orientalia. Vol. IX. — Lpz., 1931. P. 105—117.  (англ.)